# Логинова, Тамара Абрамовна
Тама́ра Абра́мовна Ло́гинова (2 мая 1929, Новосибирск, РСФСР, СССР — 18 августа 1988, Москва, РСФСР, СССР) — советская актриса, заслуженная артистка РСФСР (1976).

## Биография
Тамара Логинова родилась 2 мая 1929 года в Новосибирске. Пятый, предпоследний, ребёнок в семье.
Её отец — Абрам Фёдорович Логинов, был военным комиссаром военного отдела Томской железной дороги, а мать — домашней хозяйкой.
Окончила музыкальную школу, затем — музыкальное училище при Новосибирской консерватории. В 1947 году Тамара Логинова стала студенткой актёрского факультета ВГИКа, курс набрал Борис Бабочкин.
Ещё студенткой, проучившись два года, вышла замуж за студента режиссёрского факультета Александра Алова, в следующем году в молодой семье родилась дочь Любовь. После непродолжительного академического отпуска Тамара продолжила учёбу, но уже в мастерской Василия Ванина и Владимира Белокурова.
Окончив ВГИК в 1954 году, Логинова стала сниматься в кино и начала работать актрисой Театра-студии киноактёра. Была председателем месткома театра, вела военно-патриотическую работу. Училась в Университете марксизма-ленинизма, получила экономическое и юридическое образование.
В 1971 году брак Тамары Логиновой и Александра Алова распался. Замуж актриса больше не вышла.
В 1988 году врачи обнаружили у Логиновой рак.
Умерла 18 августа 1988 года на 60-м году жизни в Москве. Похоронили актрису в колумбарии Ваганьковского кладбища.

## Творчество

### Фильмография
| Год  |   | Название                              | Роль                                            |
| ---- | - | ------------------------------------- | ----------------------------------------------- |
| 1954 | ф | Тревожная молодость                   | Галя Кушнир                                     |
| 1955 | ф | Дорога                                | Екатерина Андреевна Фёдорова, техник-геолог     |
| 1955 | ф | Гость с Кубани                        | Настя Тучкова                                   |
| 1956 | ф | Безумный день                         | Клава Игнатюк                                   |
| 1956 | ф | Солдаты                               | Люся                                            |
| 1957 | ф | Борец и клоун                         | жена Дурова                                     |
| 1958 | ф | Ветер                                 | Настя                                           |
| 1958 | ф | Дело «пёстрых»                        | Валя Амосова                                    |
| 1960 | ф | Испытательный срок                    | сестра Егорова                                  |
| 1961 | ф | Любушка                               | горничная                                       |
| 1962 | ф | Весёлые истории                       | Антонина Васильевна Кораблёва, мать Дениски     |
| 1962 | ф | Дикая собака динго                    | Александра Ивановна, учительница русского языка |
| 1964 | ф | Тропы Алтая                           | Полина                                          |
| 1964 | ф | Ко мне, Мухтар!                       | жена Глазычева                                  |
| 1964 | ф | Гранатовый браслет                    | Даша                                            |
| 1965 | ф | Царская невеста                       | Сабурова                                        |
| 1965 | ф | Сердце матери                         | Имя персонажа не указано                        |
| 1966 | ф | Сколько лет, сколько зим!             | Имя персонажа не указано                        |
| 1966 | ф | Верность матери                       | Имя персонажа не указано                        |
| 1966 | ф | Путешествие                           | Имя персонажа не указано                        |
| 1968 | ф | Иван Макарович                        | мама Вани                                       |
| 1970 | ф | Бег                                   | кассирша Марья Константиновна                   |
| 1970 | ф | Кража                                 | Вера Ивановна Зимина, сотрудница музея          |
| 1971 | ф | Тени исчезают в полдень               | мать Мишки                                      |
| 1971 | ф | Возвращение к жизни                   | учительница с хутора                            |
| 1973 | ф | Большая перемена                      | эпизод                                          |
| 1974 | ф | Все улики против него                 | Татьяна Сергеевна                               |
| 1974 | ф | Засекреченный город                   | Ираида Ивановна, начальник пионерского лагеря   |
| 1974 | ф | Такие высокие горы                    | учитель вечерней школы, эпизод                  |
| 1979 | ф | Что-то с телефоном                    | гостья                                          |
| 1980 | ф | Последний побег                       | Клавдия Кустова                                 |
| 1982 | ф | Свидание с молодостью                 | Имя персонажа не указано                        |
| 1983 | ф | Серафим Полубес и другие жители Земли | Анна Павловна                                   |
| 1986 | ф | Железное поле                         | Мария Карповна, жена Ворожуна                   |